# Wohnstraße (Österreich)

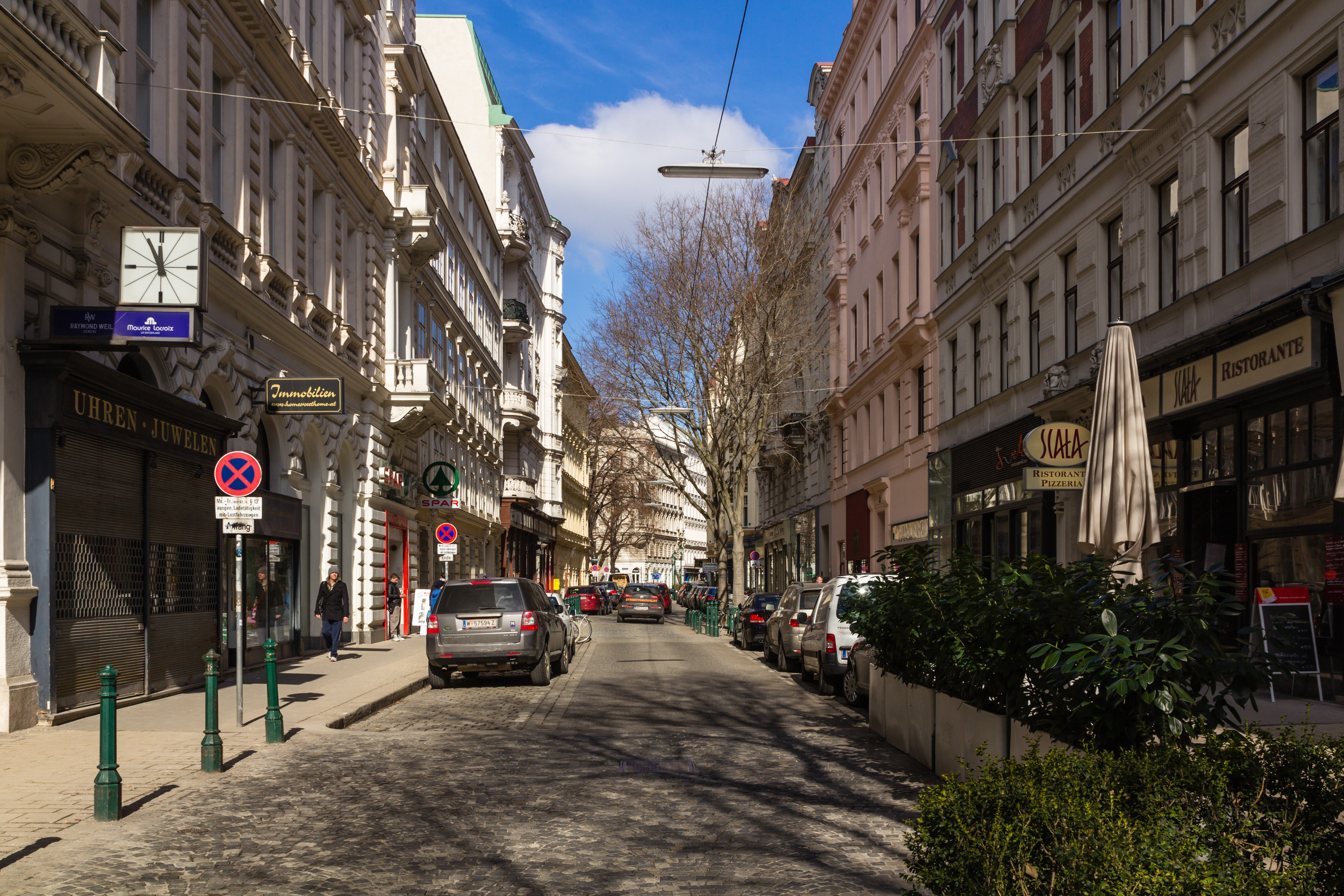
Wohnstraße Servitengasse in Wien (2013)

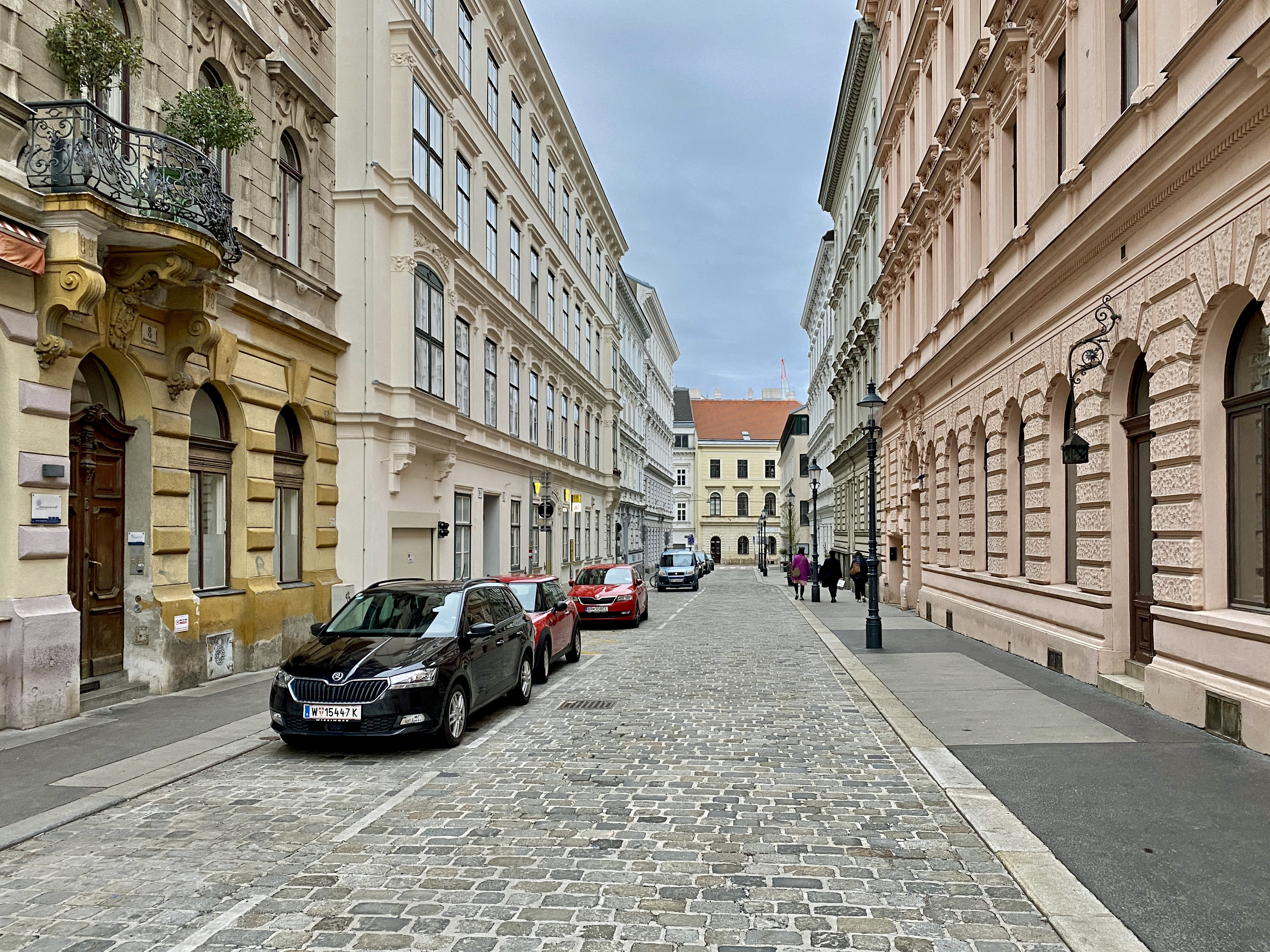
Wohnstraße Maria-Treu-Gasse in Wien (2023)

Eine Wohnstraße ist nach der österreichischen Straßenverkehrsordnung eine für den Fußgänger- und beschränkten Fahrzeugverkehr gemeinsam bestimmte und als solche gekennzeichnete Straße. Sie wurde 1983 als Maßnahme zur Verkehrsberuhigung von Nebenstraßen nach niederländischem Vorbild (Woonerf) eingeführt.

## Allgemeines
Die jeweils zuständige Straßenbehörde (beispielsweise die Gemeinde) kann, wenn es die Sicherheit, Leichtigkeit oder Flüssigkeit des Verkehrs, insbesondere des Fußgängerverkehrs, die Entflechtung des Verkehrs oder die Lage, Widmung oder Beschaffenheit eines Gebäudes oder Gebietes erfordert, durch Verordnung Straßenstellen oder Gebiete dauernd oder zeitweilig zu Wohnstraßen erklären. Dies wird mit dem entsprechenden Verkehrszeichen gekennzeichnet.

Kennzeichnung der Wohnstraße
Hinweiszeichen gem. § 53 Abs. 9c StVO 1960 Wohnstraße
Hinweiszeichen gem. § 53 Abs. 9d StVO 1960 Ende einer Wohnstraße

## Verkehrsregeln
In Wohnstraßen ist der Fahrzeugverkehr grundsätzlich verboten; ausgenommen davon sind der Fahrradverkehr, das Befahren mit Fahrzeugen des Straßendienstes, der Müllabfuhr, des öffentlichen Sicherheitsdienstes und der Feuerwehr in Ausübung des Dienstes sowie das Befahren zum Zwecke des Zu- und Abfahrens. Das Betreten der Fahrbahn und das Spielen sind dagegen gestattet. Der erlaubte Fahrzeugverkehr darf aber nicht mutwillig behindert werden.
Die Lenker von Fahrzeugen in Wohnstraßen dürfen den Rad- und Fußverkehr nicht behindern oder gefährden, haben von ortsgebundenen Gegenständen oder Einrichtungen einen der Verkehrssicherheit entsprechenden seitlichen Abstand einzuhalten und dürfen nur mit Schrittgeschwindigkeit fahren. Beim Ausfahren aus einer Wohnstraße ist dem außerhalb der Wohnstraße fließenden Verkehr Vorrang zu geben. Das Parken von Kraftfahrzeugen ist nur an den dafür gekennzeichneten Stellen erlaubt.
Radfahrer dürfen in Wohnstraßen nebeneinander fahren und immer gegen die Einbahn fahren. Rollschuhfahrer dürfen die Fahrbahn in Wohnstraßen in Längsrichtung befahren.

## Praxis
In der Praxis zeigt es sich, dass die in der Wohnstraße geltenden Regeln insbesondere von vielen Autofahrern nicht eingehalten werden. Zum einen wird häufig nicht mit Schrittgeschwindigkeit gefahren und zum anderen nutzen viele Autofahrer die Wohnstraße zur reinen Durchfahrt. Diese Regelverstöße lassen sich teilweise auf Unwissenheit zurückführen, weshalb sich das Kuratorium für Verkehrssicherheit und der Verkehrsclub Österreich für mehr Öffentlichkeits- und Aufklärungsarbeit aussprechen. Mit ein Grund für die Regelverstöße ist aber auch, dass sich viele Wohnstraßen hinsichtlich der Straßenraumgestaltung nicht von herkömmlichen Straßen unterscheiden. Dem Autofahrer müsse durch eine bauliche Umgestaltung verdeutlicht werden, dass in dieser Straße andere Regeln gelten.

## Situation in anderen Ländern
Die Grundregeln für Wohnstraßen sowie deren Beschilderung sind in den Europäischen Zusatzübereinkommen zum Wiener Übereinkommen über den Straßenverkehr und dem Wiener Übereinkommen über Straßenverkehrszeichen europaweit standardisiert. In Deutschland beispielsweise wird dies durch den verkehrsberuhigten Bereich implementiert.
Auch in der Schweiz wurden 1980 mit der Wohnstrasse ein vielfältig nutzbarer Straßenraum mit Priorität für den Fußverkehr geschaffen. Sie fand jedoch aus verschiedenen Gründen kaum Verbreitung. Im Jahr 2002 wurde die Signalisationsverordnung daher revidiert und die Wohnstrasse bis Ende 2003 durch die Begegnungszone abgelöst.